# Ombascha
Ombascha war eine Bezeichnung für afrikanische Gefreite in der Kaiserlichen Schutztruppe für Deutsch-Ostafrika. Der Ursprung des Wortes liegt in der ägyptischen Aussprache des türkischen Rangbezeichnung „onbaşı“ in der Armee des Osmanischen Reichs, zu dem nominell auch Ägypten bis 1914 gehörte. Die ursprüngliche Bedeutung ist „Haupt über 10“, also Führer über die kleinste Gliederung von 10 Soldaten.
Die Rangbezeichnung war unter den durch Hermann von Wissmann in Ägypten für die Bekämpfung des Aufstandes von 1889 an der Küste Ostafrikas angeworbenen meist sudanesischen Söldnern üblich und wurde von ihnen in die Wissmanntruppe eingebracht, die später in die Schutztruppe überging.
In der deutschen Kolonialtruppe in Ostafrika wurden Deutsche nur als Unteroffiziere und Offiziere eingesetzt, es gab somit vor dem Weltkrieg keine deutschen Mannschaftsdienstgrade.
Ombaschas wurden mit zu den Askari gezählt, wie die summarische Bezeichnung für die nichtdeutschen Angehörigen der Schutztruppe in Ostafrika lautete.

## Quelle
- Artikel „Ombascha“ im Deutschen Koloniallexikon von 1920